# Trinidad e Tobago nos Jogos Olímpicos de Verão de 2020
Trinidad e Tobago competiu nos Jogos Olímpicos de Verão de 2020 em Tóquio. Originalmente programados para ocorrerem de 24 de julho a 9 de agosto de 2020, os Jogos foram adiados para 23 de julho a 8 de agosto de 2021, por causa da pandemia de COVID-19. Foi a 18ª participação da nação nos Jogos Olímpicos de Verão, embora tenha competido previamente em quatro outras edições como uma colônia britânica e como parte da Federação das Índias Ocidentais.

## Competidores
Abaixo está a lista do número de competidores nos Jogos.
| Esporte   | Masculino | Feminino | Total |
| --------- | --------- | -------- | ----- |
| Atletismo | 8         | 6        | 14    |
| Boxe      | 1         | 0        | 1     |
| Ciclismo  | 2         | 1        | 3     |
| Judô      | 0         | 1        | 1     |
| Remo      | 0         | 1        | 1     |
| Vela      | 1         | 0        | 1     |
| Natação   | 1         | 0        | 1     |
| Total     | 13        | 9        | 22    |

## Atletismo
Os seguintes atletas de Trinidad e Tobago conquistaram marcas de qualificação, pela marca direta ou pelo ranking mundial, nos seguintes eventos de pista e campo (até o máximo de três atletas em cada evento):
- Nota– As posições para os eventos de pista são em relação à bateria do atleta
- Q = Qualificado para a próxima fase
- q = Qualificado para a próxima fase como o perdedor mais rápido ou, em eventos de campo, pela posição sem atingir o alvo para qualificação
- NR = Recorde nacional
- N/A = Fase não aplicável para o evento
- Bye = Atleta não precisou disputar aquela fase

Eventos de pista e estrada
Masculino
| Atleta          | Evento              | Eliminatória | Eliminatória | Semifinal | Semifinal | Final     | Final   |
| Atleta          | Evento              | Resultado    | Posição      | Resultado | Posição   | Resultado | Posição |
| --------------- | ------------------- | ------------ | ------------ | --------- | --------- | --------- | ------- |
| Kyle Greaux     | 200 m               |              |              |           |           |           |         |
| Jereem Richards | 200 m               |              |              |           |           |           |         |
| Machel Cedenio  | 400 m               |              |              |           |           |           |         |
| Deon Lendore    | 400 m               |              |              |           |           |           |         |
|                 | Revezamento 4x100 m |              |              | —         | —         |           |         |
| Machel Cedenio  | Revezamento 4x400 m |              |              | —         | —         |           |         |

Feminino
| Atleta             | Evento              | Eliminatória | Eliminatória | Semifinal | Semifinal | Final     | Final   |
| Atleta             | Evento              | Resultado    | Posição      | Resultado | Posição   | Resultado | Posição |
| ------------------ | ------------------- | ------------ | ------------ | --------- | --------- | --------- | ------- |
| Kelly-Ann Baptiste | 100 m               |              |              |           |           |           |         |
| Michelle-Lee Ahye  | 100 m               |              |              |           |           |           |         |
| Sparkle McKnight   | 400 m com barreiras |              |              |           |           |           |         |
| Kelly-Ann Baptiste | Revezamento 4x100 m |              |              | —         | —         |           |         |

Eventos de campo
| Atleta           | Evento                        | Qualificação | Qualificação | Final     | Final   |
| Atleta           | Evento                        | Distância    | Posição      | Distância | Posição |
| ---------------- | ----------------------------- | ------------ | ------------ | --------- | ------- |
| Keshorn Walcott  | Lançamento de dardo masculino |              |              |           |         |
| Andwuelle Wright | Salto em distância masculino  |              |              |           |         |
| Tyra Gittens     | Salto em distância feminino   |              |              |           |         |

## Boxe
Trinidad e Tobago inscreveu um boxeador para o torneio olímpico de boxe. Com o cancelamento do Torneio Pan-Americano de Qualificação Olímpica de Boxe de 2021 em Buenos Aires, Argentina, Aaron Prince conquistou a vaga em sua categoria pelo ranking da força-tarefa do COI para as Américas para garantir sua vaga na delegação trinitina.
Masculino
| Atleta       | Evento | Fase de 32           | Oitavas-de-final     | Quartas-de-final     | Semifinais           | Final                | Final   |
| Atleta       | Evento | Adversário Resultado | Adversário Resultado | Adversário Resultado | Adversário Resultado | Adversário Resultado | Posição |
| ------------ | ------ | -------------------- | -------------------- | -------------------- | -------------------- | -------------------- | ------- |
| Aaron Prince | -75 kg |                      |                      |                      |                      |                      |         |

## Ciclismo

### Estrada
Pela primeira vez na história, Trinidad e Tobago inscreveu uma ciclista para a prova olímpica de corrida em estrada, em razão de sua posição entre as 100 melhores ciclistas femininas no ranking mundial da UCI.
| Atleta          | Evento                      | Tempo | Posição |
| --------------- | --------------------------- | ----- | ------- |
| Teniel Campbell | Corrida em estrada feminina |       |         |

### Pista
Após o término do Campeonato Mundial de Ciclismo de Pista de 2020, Trinidad e Tobago inscreveu um ciclista para competir na velocidade masculina e no keirin nos Jogos, baseado no Ranking Olímpico individual da UCI. 
Velocidade
| Atleta        | Evento               | Qualificação            | Qualificação | Rodada 1                           | Repescagem 1                       | Rodada 2                           | Repescagem 2                       | Quartas-de-final                   | Semifinais                         | Final                              | Final   |
| Atleta        | Evento               | Tempo Velocidade (km/h) | Posição      | Adversário Tempo Velocidade (km/h) | Adversário Tempo Velocidade (km/h) | Adversário Tempo Velocidade (km/h) | Adversário Tempo Velocidade (km/h) | Adversário Tempo Velocidade (km/h) | Adversário Tempo Velocidade (km/h) | Adversário Tempo Velocidade (km/h) | Posição |
| ------------- | -------------------- | ----------------------- | ------------ | ---------------------------------- | ---------------------------------- | ---------------------------------- | ---------------------------------- | ---------------------------------- | ---------------------------------- | ---------------------------------- | ------- |
| Kwesi Browne  | Velocidade masculino |                         |              |                                    |                                    |                                    |                                    |                                    |                                    |                                    |         |
| Nicholas Paul | Velocidade masculino |                         |              |                                    |                                    |                                    |                                    |                                    |                                    |                                    |         |

Keirin
| Atleta        | Evento           | 1ª rodada | Repescagem | 2ª rodada | Final   |
| Atleta        | Evento           | Posição   | Posição    | Posição   | Posição |
| ------------- | ---------------- | --------- | ---------- | --------- | ------- |
| Kwesi Browne  | Keirin masculino |           |            |           |         |
| Nicholas Paul | Keirin masculino |           |            |           |         |

## Judô
Trinidad e Tobago inscreveu uma judoca para o torneio olímpico com base no Ranking Olímpico Individual da International Judo Federation.
Feminino
| Atleta         | Evento | Fase de 32           | Oitavas de final     | Quartas de final     | Semifinais           | Repescagem           | Final / BM           | Final / BM |
| Atleta         | Evento | Adversária Resultado | Adversária Resultado | Adversária Resultado | Adversária Resultado | Adversária Resultado | Adversária Resultado | Posição    |
| -------------- | ------ | -------------------- | -------------------- | -------------------- | -------------------- | -------------------- | -------------------- | ---------- |
| Gabriella Wood | +78 kg |                      |                      |                      |                      |                      |                      |            |

## Natação
Nadadores de Trinidad e Tobago atingiram marcas de qualificação para os seguintes eventos (até o máximo de 2 nadadores em cada evento com o Tempo de Qualificação Olímpica (OQT), e potencialmente 1 com o Tempo de Seleção Olímpica (OST)):
| Atleta       | Evento                | Eliminatória | Eliminatória | Semifinal | Semifinal | Final | Final   |
| Atleta       | Evento                | Tempo        | Posição      | Tempo     | Posição   | Tempo | Posição |
| ------------ | --------------------- | ------------ | ------------ | --------- | --------- | ----- | ------- |
| Dylan Carter | 100 m livre masculino |              |              |           |           |       |         |

## Remo
Trinidad e Tobago qualificou um barco para o skiff simples feminino após terminar em terceiro na final A da Regata de Qualificação Olímpica das Américas de 2021 no Rio de Janeiro, Brasil.
| Atleta      | Evento                 | Eliminatórias | Eliminatórias | Repescagem | Repescagem | Quartas de final | Quartas de final | Semifinais | Semifinais | Final | Final   |
| Atleta      | Evento                 | Tempo         | Posição       | Tempo      | Posição    | Tempo            | Posição          | Tempo      | Posição    | Tempo | Posição |
| ----------- | ---------------------- | ------------- | ------------- | ---------- | ---------- | ---------------- | ---------------- | ---------- | ---------- | ----- | ------- |
| Felice Chow | Skiff simples feminino |               |               |            |            |                  |                  |            |            |       |         |

Legenda de Qualificação: FA=Final A (medalha); FB=Final B; FC=Final C; FD=Final D; FE=Final E ; FF=Final F; SA/B=Semifinais A/B; SC/D=Semifinais C/D; SE/F=Semifinais E/F; QF=Quartas de final; R=Repescagem

## Vela
Velejadores de Trinidad e Tobago qualificaram um barco em cada uma das seguintes classes através do Campeonato Mundial das Classes e das regatas continentais. 
| Atleta       | Evento          | Regata | Regata | Regata | Regata | Regata | Regata | Regata | Regata | Regata | Regata | Regata | Pontos | Posição |
| Atleta       | Evento          | 1      | 2      | 3      | 4      | 5      | 6      | 7      | 8      | 9      | 10     | M*     | Pontos | Posição |
| ------------ | --------------- | ------ | ------ | ------ | ------ | ------ | ------ | ------ | ------ | ------ | ------ | ------ | ------ | ------- |
| Andrew Lewis | Laser masculino |        |        |        |        |        |        |        |        |        |        |        |        |         |

M = Regata da medalha; EL = Eliminado – não avançou à regata da medalha